# Trumptastic Voyage
Pour plus de détails, voir Fiche technique et Distribution.
Trumptastic Voyage est un court métrage d'animation américain mettant en vedette Homer Simpson de la série télévisée d'animation Les Simpson et Donald Trump.

## Distribution
- Dan Castellaneta : Homer Simpson
- Donald Trump : lui-même (images d'archives)